# Линија 1 (Београд)
Линија 1 је била трамвајска линија у систему јавног превоза у Београду. Иако данас није у функцији, ова линија има изузетан историјски значај као прва трамвајска линија уведена у Београду. Њена прича се може поделити на два различита периода: од краја 19. века до Другог светског рата, и каснију, модерну фазу у другој половини 20. века, са потпуно другачијом трасом.

## Историјат

### Линија Калемегдан–Славија
Прва трамвајска линија у Београду, означена бројем 1, свечано је отворена 14. октобра 1892. године.  Овај догађај је означио почетак организованог јавног превоза у граду и сврстао Београд међу прве светске метрополе које су увеле трамвајски саобраћај.
- Траса: Линија је била дуга 2.300 метара и повезивала је Калемегдан и Славију. Траса је ишла Улицом Васе Чарапића, преко Трга Републике, Кнез Михаиловом улицом и Теразијама.[2]

- Погон: У почетку, трамваје су вукли коњи. Електрификација београдских трамвајских линија почела је већ 1894. године, а до краја 1905. све линије, укључујући и линију 1, биле су електрифициране.[3]

### Линија Калемегдан–Кнежевац
Трамвајска линија 1 поново је уведена 1978. године, али са потпуно новом и знатно дужом трасом, прилагођеном потребама проширеног града.
- Траса: Нова линија је повезивала Калемегдан (окретница код "Бека") са Кнежевцем. Траса је ишла преко Пристаништа, поред Главне железничке станице, а затим је пратила трасу линије 3 све до Раковице и Кнежевца.[5]

## Укидање и наслеђе
Трамвајска линија 1 тренутно није у функцији. Главни разлог њеног укидања била је привремена обустава саобраћаја током периода санкција деведесетих година, након чега линија никада није поново успостављена.
Данас, број 1 није додељен ниједној активној трамвајској линији, што често изазива знатижељу код Београђана и туриста. Иако је линија 1 била пионир, линија 2 ("Круг двојке") је током времена, због свог континуираног рада и специфичне трасе, преузела улогу најпознатије и симболички најважније трамвајске линије у Београду.

## Планови за обнову
Током 2018. године, тадашњи заменик градоначелника Горан Весић најавио је идеју о поновном увођењу линије 1, али овог пута као туристичке, носталгичне линије која би саобраћала оригиналном трасом "Калемегдан-Славија" и користила реплике старих трамваја. Међутим, ова идеја до данас није реализована.